# Alpha Crateris
Alpha Crateris (La tinh hóa từ α Crateris, rút gọn lại là Alpha Crt, α Crt), tên chính thức là Alkes (/ˈælkɛs/) là tên của một ngôi sao nằm trong chòm sao Cự Tước,. Nó là một ngôi sao khổng lồ có nhiệt độ thấp và khoảng cách giữa nó với trung tâm của Ngân Hà  là khoảng xấp xỉ 141 năm ánh sáng (43,2 parsec).

## Đặc tính
Nó là một ngôi sao màu cam, khổng lồ có quang phổ loại K1III.  Dựa tr6en các dữ liệu thu thập được, nó có khối lượng gấp 1,81 lần khối lượng mặt trời, tỏa sáng gấp 77 lần khi so với mặt trời và tuổi của nó là khoảng chừng 2 tỉ năm.

## Tên gọi
Trong tiếng Trung, 翼宿 (Yì Sù) nghĩa là "những đôi cánh", ám chỉ chòm sao chứa các ngôi sao Alpha Crateris, Gamma Crateris, Zeta Crateris, Lambda Crateris, Nu Hydrae, Eta Crateris, Delta Crateris, Iota Crateris, Kappa Crateris, Epsilon Crateris, HD 95808, HD 93833, Theta Crateris, HD 102574, HD 100219, Beta Crateris, HD 99922, HD 100307, HD 96819, Chi1 Hydrae, HD 102620 và HD 103462 . Do vậy, 翼宿 (‘’Yì Sù yī’’) là tên của nó ngôi sao này với ý nghĩa là "ngôi sao đầu tiên của những đôi cánh" (tiếng Anh: the First Star of Wings).
Cái tên ‘’Alkes’’ là từ tiếng Ả rập  الكاس  (alkās) hoặc الكأس "cái cốc của ‘’alka’’". Ngôi sao này được định danh là Aoul al Batjna (أول ألبجن awwil albajna) trong danh mục ‘’Calendarium ‘’ của Al Achsasi al Mouakket. Và nó được dịch sang tiếng Latin là ‘’Prima Crateris’’, nghĩa là "cái cốc đầu tiên" .Vào năm 2006, tổ chức thiên văn quốc tế đã thành lập một nhóm để biên mục và tiêu chuẩn hóa tên của những ngôi sao. Nhóm đó là WGSN (Working Group on Star Names). Cái tên ‘’Alkex’’ được đặt bởi tổ chức này vào ngày 12 tháng 9 năm 2016 và hiệnnó được nằm trong danh sách IAU.

## Dữ liệu hiện tại
Theo như quan sát, đây là ngôi sao nằm trong chòm sao Cự Tước và dưới đây là một số dữ liệu khác:
Xích kinh 10h 59m 46.46486s
Độ nghiêng −18° 17′ 55.6172″
Cấp sao biểu kiến 4.07
Cấp sao tuyệt đối +0.44
Vận tốc hướng tâm 47.54 ± 0.16 km/s
Loại quang phổ K1 III